# ヤミアバキクラウミコ
『ヤミアバキクラウミコ』は、丈山雄為による日本の漫画。『ジャンプスクエア』（集英社）にて、2015年11月号から2016年8月号まで連載された。

## 登場人物

### 主要人物
宵野 闇子（よいの やみこ）
本作の主人公にして、ヒロイン。シュンのクラスに転入してきたおとなしい少女。真っ黒なおかっぱ頭とセーラー服が特徴。基本丁寧な言葉遣いだが、偉そうな態度を取ることもある。黒を基準とした独自のファッションセンスと浮世離れした美貌を持ち、一部の男子に人気がある。しかし転入早々、一部の女子に目をつけられ、いじめの標的にされかけたものの、まぐの手助けもあって被害を逃れている。
「闇禊赫剣（ヤミソソグアカキツルギ）」で陰獣（ネガティブ）を祓う力を持ち、「黒の巫女」と呼ばれている。
須川 シュン（すがわ シュン）
本作のもう1人の主人公。ごく普通の男子高校生。小学生のころ、女子グループにいじめられていた同級生の女子を庇ったことが原因で、いじめの標的にされた過去を持つ。その過去のトラウマから女性恐怖症気味になっていた。
過去のトラウマを陰獣に付け込まれて苦しめられるが、自身に取り憑いていた陰獣を察知していた闇子に救われる。その後、女性恐怖症もある程度軟化すると同時に陰獣を感知できるようになった。
まぐ / 禍顎（マガツアギト）
闇子のパートナーにあたる謎の生物。本名で呼ばれるのが嫌いで、闇子からは「まぐちゃん」と呼ばれているが、シュンには「まぐさん」と呼ばせている。
闇子のことをとても大切に思っており、転入して間もない彼女をいじめようとしたクラスメイトの女子二人組を脅かし、二度と闇子に手を出さぬよう闇子に対する強い恐怖心を植え付けた。また、闇子を助けてくれたシュンのことを気に入っている。

### 闇子の関係者
蒼月 葵生（あおいつき あおい）

宵野 夢子（よいの ゆめこ）

咲来 春来（さくらい はるこ）

### 各事件および各話の登場キャラクター
女子グループ（仮称）
シュンの小学校時代の同級生である女子児童たち。リーダー格であるハーフツインテールの女子とボブカットの女子、黒髪ショートヘアの女子の三人組。当時、同級生の村上や彼女を庇ったシュンに凄惨ないじめを行い、トラウマを植え付けた。
村上（むらかみ）
シュンの小学校時代の同級生である女子児童。引っ込み思案な性格かつ地味な雰囲気から同級生の女子グループにいじめられていた。しかし、自分を庇ったシュンが新たないじめの標的となったことでいじめから解放されることになったが、彼女のその後については一切触れられていない。
佐藤 幸恵（さとう さちえ）

## 書誌情報
- 丈山雄為 『ヤミアバキクラウミコ』 集英社〈ジャンプ・コミックス〉、全2巻
  1. 2016年3月9日第1刷発行（3月4日発売[集 1]）、ISBN 978-4-08-880610-5
  2. 2016年8月9日第1刷発行（8月4日発売）、ISBN 978-4-08-880746-1